# Enrico Stelluti Scala
Enrico Stelluti Scala (Fabriano, 27 maggio 1852 – Roma, 13 aprile 1905) è stato un politico e poeta italiano.
Fu sindaco di Fabriano, più volte deputato e Ministro delle poste e dei telegrafi del Regno d'Italia nel Governo Giolitti II.